# Erwin Kalser
Erwin Kalser, né Erwin Kalischer le 22 février 1883 à Berlin, Empire allemand et mort le 26 mars 1958 à Berlin, Allemagne de l'Ouest, est un acteur allemand.

## Filmographie partielle
- 1923 : I.N.R.I. de Robert Wiene
- 1928 : Rasputins Liebesabenteuer de Martin Berger
- 1929 : Sainte-Hélène (Napoleon auf St. Helena) de Lupu Pick
- 1932 : Der weiße Dämon de Kurt Gerron
- 1932 : Nous les mères de Fritz Wendhausen
- 1940 : Escape to Glory de John Brahm
- 1941 : Underground de Vincent Sherman
- 1941 : Dressed to Kill de Eugene Forde
- 1944 : Inconnu à cette adresse (Address Unknown) de William Cameron Menzies
- 1953 : Stalag 17 de Billy Wilder